# دی‌فنوکسین
دی‌فنوکسین (انگلیسی: Difenoxin) یک داروی اپیوئید است که اغلب در ترکیب با آتروپین برای درمان اسهال استفاده می‌شود. این دارو متابولیت اصلی دیفنوکسیلات است.: 558 
دی‌فنوکسین از سد خونی مغز گذر می‌کند و باعث ایجاد سرخوشی می‌شود. این دارو اغلب با آتروپین فروخته می شود یا همراه با آن تجویز می‌شود تا احتمال سوء استفاده و مصرف بیش از حد را کاهش دهد.

## عوارض جانبی
در دوزهای بالا اثرات CNS قوی وجود دارد و آتروپین در چنین دوزهای بالایی باعث عوارض جانبی آنتی کولینرژیک معمولی مانند اضطراب، دیسفوریا و دلیریوم می‌شود. استفاده بیش از حد یا مصرف بیش از حد باعث یبوست می‌شود و می تواند باعث ایجاد مگاکولون و همچنین علائم کلاسیک مصرف بیش از حد از جمله افسردگی تنفسی بالقوه کشنده شود. در دهه ۱۹۹۰ میلادی استفاده از آن در کودکان در بسیاری از کشورها به دلیل عوارض جانبی CNS که شامل بی اشتهایی، تهوع و استفراغ، سردرد، خواب آلودگی، گیجی، بی‌خوابی، سرگیجه، بی قراری، سرخوشی و افسردگی بود، محدود شد.